# 吉拉爾多特市

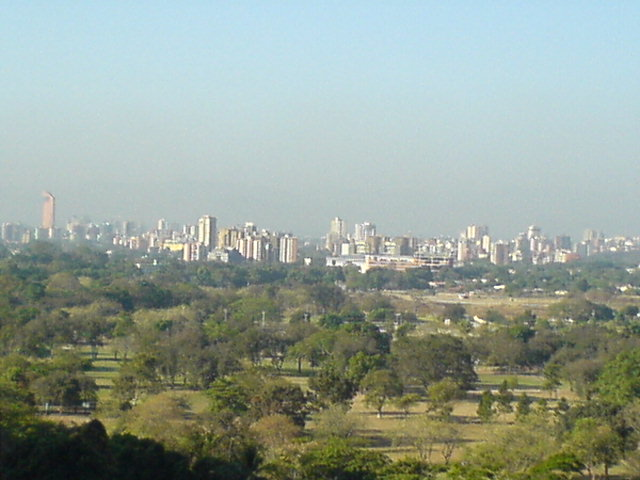

吉拉爾多特市（西班牙語：Municipio Girardot），是委內瑞拉的一個市，位於該國北部阿拉瓜州，首府設於馬拉凱，面積302平方公里，2007年人口439,947，人口密度為每平方公里1,500人。